# Raionul Stavîșce, Kiev
Stavîșce (în ucraineană Ставищенський район, transliterat: Stavîșcenskîi raion) este un raion în regiunea Kiev, Ucraina. Reședința sa este așezarea de tip urban Stavîșce.

## Demografie
Componența lingvistică a raionului Stavîșce
     Ucraineană (98,31%)
     Rusă (1,39%)
     Alte limbi (0,17%)
Conform recensământului din 2001, majoritatea populației raionului Stavîșce era vorbitoare de ucraineană (98,31%), existând în minoritate și vorbitori de rusă (1,39%).